# Doorlaatcaisson

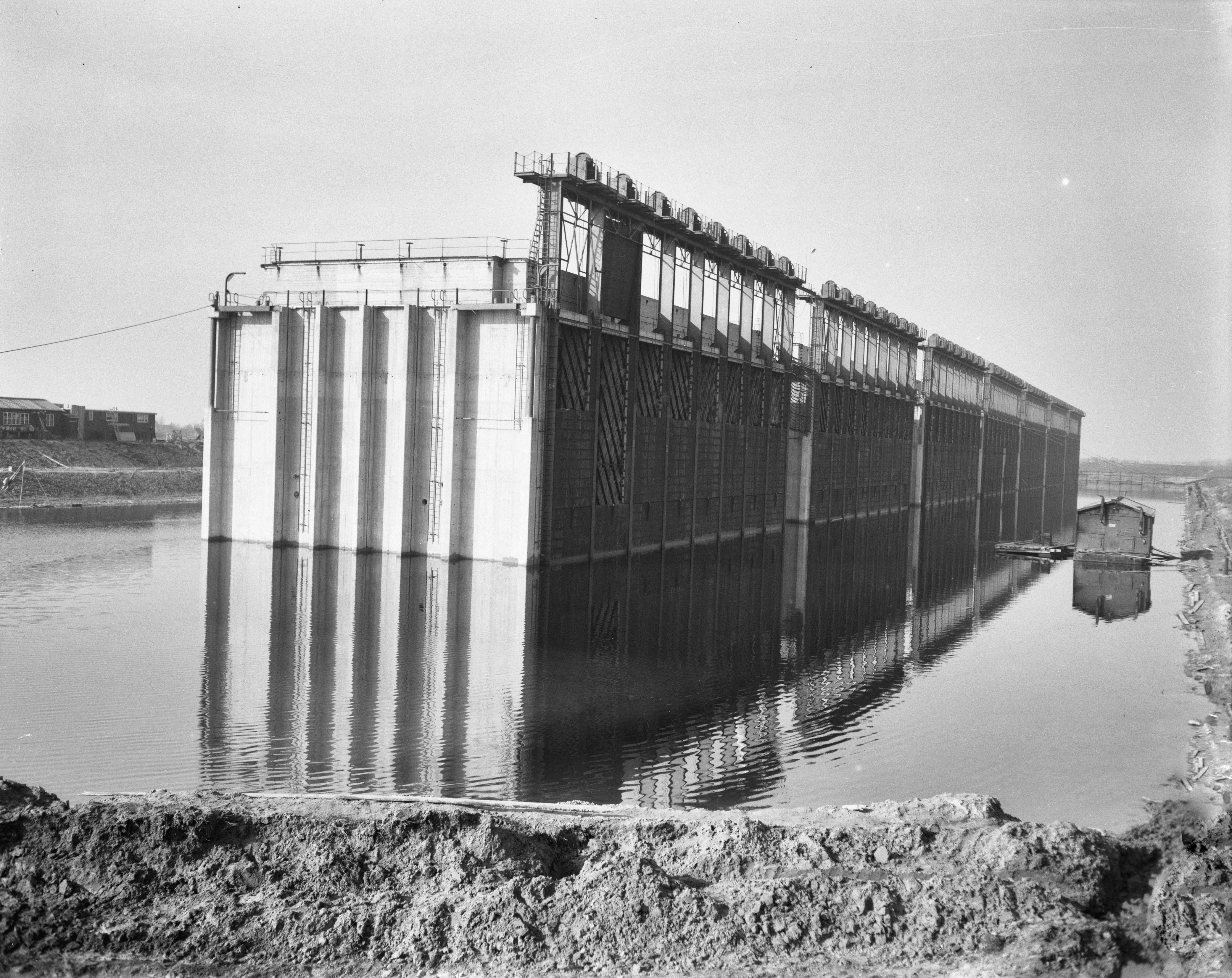
een doorlaatcaisson in het bouwdok (Veerse Gat)

Een doorlaatcaisson is een caisson met ingebouwde (tijdelijke) sluizen gebruikt voor de afsluiting van brede getijgeulen.

## Caissonsluitingen
Als een brede getijgeul afgesloten moet worden kan dat horizontaal (vanaf de beide oevers) of verticaal (vanaf de bodem steeds ophogen). De tweede methode eist een hulpbrug of een kabelbaan. Bij de eerste methode kan materiaal vanaf beide oevers in het sluitgat gestort worden. Maar het kan sneller met caissons. De voordelen van een caissonsluiting zijn:
- de elementen kunnen op een andere plaats gemaakt worden, dus onafhankelijke van de condities in het sluitgat
- De sluiting kan snel gerealiseerd worden, dus minder risico's van onwerkbaar weer
- Doordat een caisson verticale wanden heeft, is de hoeveelheid benodigd materiaal tijdens de sluiting kleiner.

Met name tijdens het sluiten van bredere geulen (zoals bij Ouwerkerk in 1953) bleek dat het heel moeilijk is om het laatste caisson goed op zijn plaats af te zinken. Het lukt vaak niet om op deze manier een sluiting te realiseren.

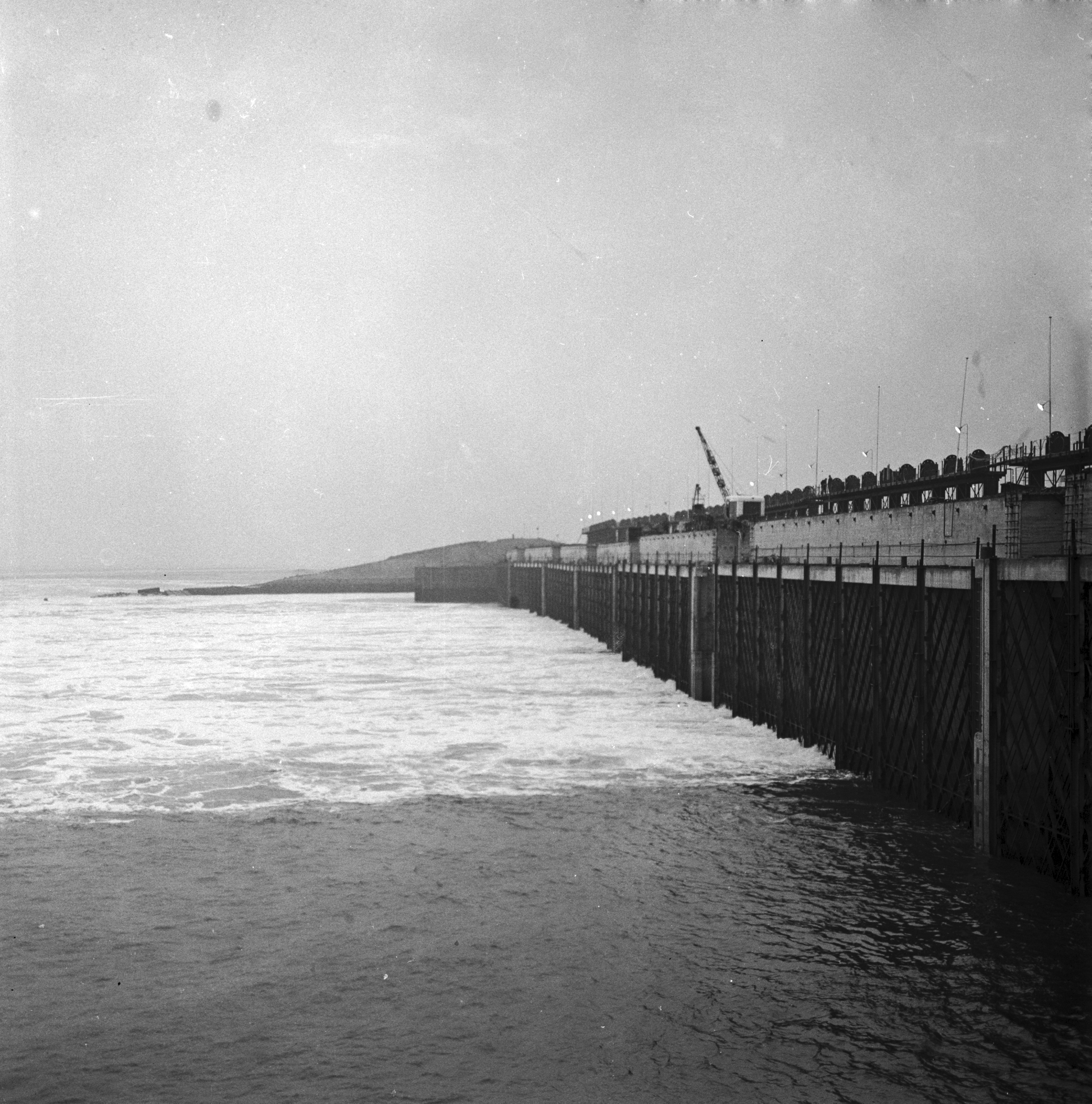
Stroming door een caisson

## Fysische achtergrond
De hoeveelheid water die door een sluitgat stroomt wordt met name bepaald door de komberging. Tijdens een sluiting met meerdere caissons wordt het overgebleven sluitgat steeds smaller. Doordat de komberging hetzelfde blijft, blijft het debiet dus ook grotendeels hetzelfde. Een kleiner doorstroomoppervlak geeft dus een grotere snelheid. Een die sterk vergrote stroomsnelheden zorgen voor problemen om het laatste caisson goed op zijn plaats te krijgen. Een doorlaatcaisson is in principe een doos met daarin geplaatste schuiven. Tijdens het plaatsen van het caisson zijn de schuiven dicht om drijfvermogen te leveren. Na plaatsing van ieder caisson worden de schuiven geopend, en kan de getijstroom redelijk ongehinderd door het caisson stromen. Het doorstroomoppervlak neemt dus niet sterk af, en de stroomsnelheden nemen niet erg toe.

## Het ontwerp van doorlaatcaisons

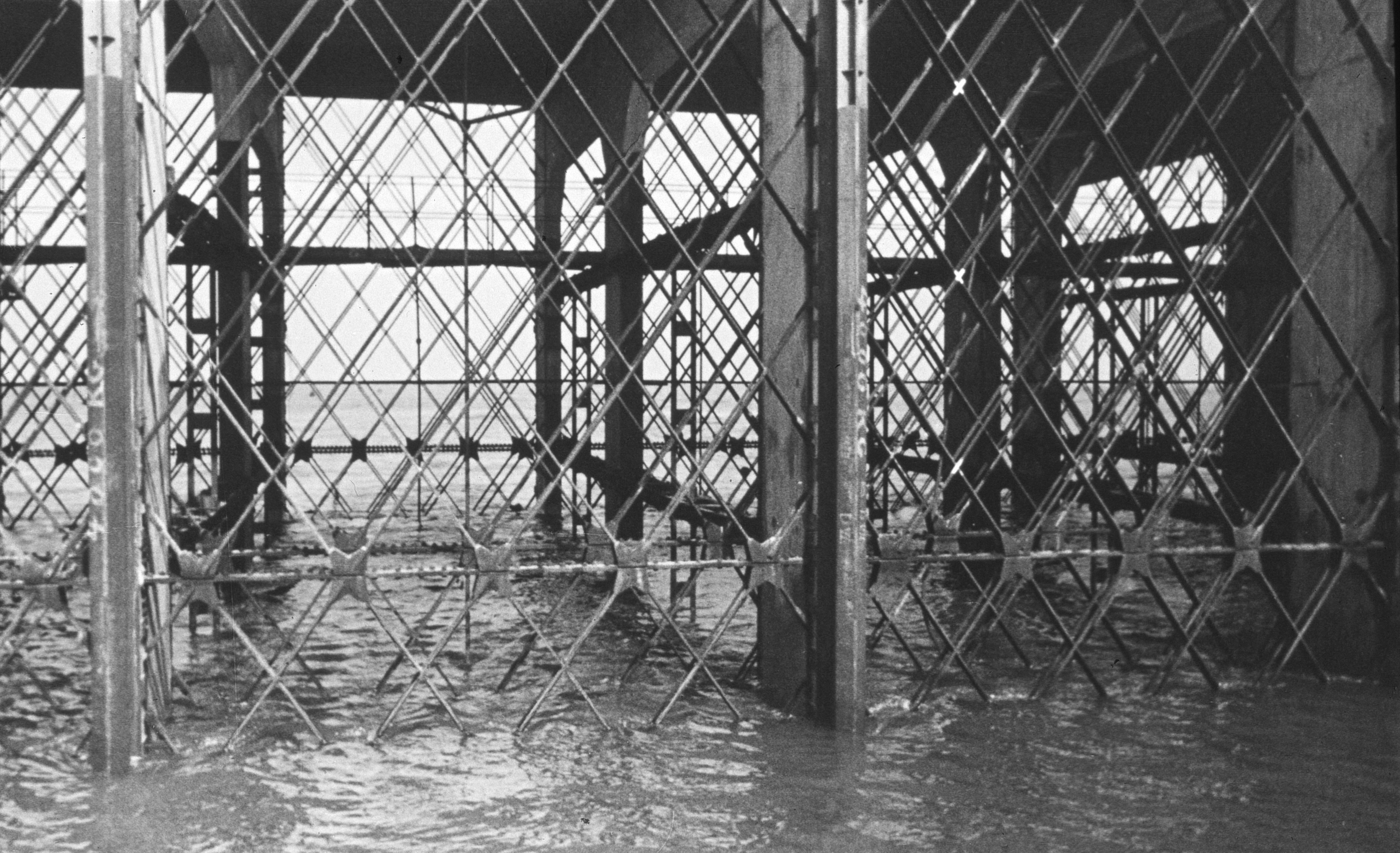
traliewerk in caisson

Belangrijk is dus dat de afvoercoëfficiënt voor het caisson zo groot mogelijk is. Dat bekent dat de doorlaatopening zo groot mogelijk moet zijn, wat strijdig is met de sterkte eis. Vaak wordt daarom de stabiliteit extra gewaarborgd door het aanbrengen van een stalen roosterwerk. Daarnaast is het zinvol om de opening een venturi-vorm te geven. Na plaatsing moet het caisson stabiel blijven, daarom wordt de bovenkant meestal zo uitgevoerd dat daarop extra ballast gestort kan worden.

## Het plaatsen van een caisson
Om een caisson af te zinken moet de stroomsnelheid zo klein mogelijk zijn; afzinken vindt dus plaats tijdens de kentering. De tijd dat de snelheid echt nul is, is heel kort, dus zal de afzinkprocedure al moeten starten bij een zekere, lage snelheid. Ervaring bij caissonsluitingen heeft geleerd dat dat deze snelheid kleiner moet zijn dan 0,3 m/s. Dit leidt dan tot de volgende tijden.
|                                         | tijd t.o.v kentering | snelheid boven de drempel |
| --------------------------------------- | -------------------- | ------------------------- |
| invaren caisson in sluitgat             | -70 min              |                           |
| positioneren caisson, indraai manoeuvre | -55min               |                           |
| vastmaken Vcr < 0,75 m/s                | -30 min              | < 0,75 m/s                |
| afzinken Vcr < 0,30 m/s                 | -13 min              | < 0,30 m/s                |
| caisson op de drempel                   | -5 min               |                           |
| kentering                               | 0 min                |                           |
| verwijderen houten drijfschotten        | +10 min              |                           |
| storten van aanstortingen en ballasten  | +60 min              |                           |

Het betekent ook dat de doorlaatcaissons voldoende doorlatend moeten zijn om de uiteindelijke snelheid voldoende laag te houden.

## Caissonsluitingen met doorlaatcaissons
In Nederland zijn de volgende zeegaten afgesloten met doorlaatcaissons:
- Veerse Gat (1961) Het Veerse Gat is afgesloten met 7 doorlaatcaissons met een lengte van 45 m, een breedte van 20 m en een hoogte van 18 m. Hierboven is nog een ballastbak gebouwd.[3]
- Volkerak (1969) Een van de geulen van het Volkerak is afgesloten met 13 doorlaatcaissons met een lengte van 45 m, een breedte van 15 m en een hoogte van 13,3 m. Daarnaast zijn twee scheve landhoofdcaissons gebruikt.[4]
- Lauwersmeer (1969) Het Lauwersmeer is afgesloten met 26 doorlaatcaissons (waarvan een reservecaisson) met een lengte van 33 m, een breedte van 15 m en een hoogte van 12 m. Ze hadden ieder 6 doorstroomopeningen van 5 m. De caissons zijn gekoppeld in sets van twee tot vijf stuks, en als set afgezonken[5]

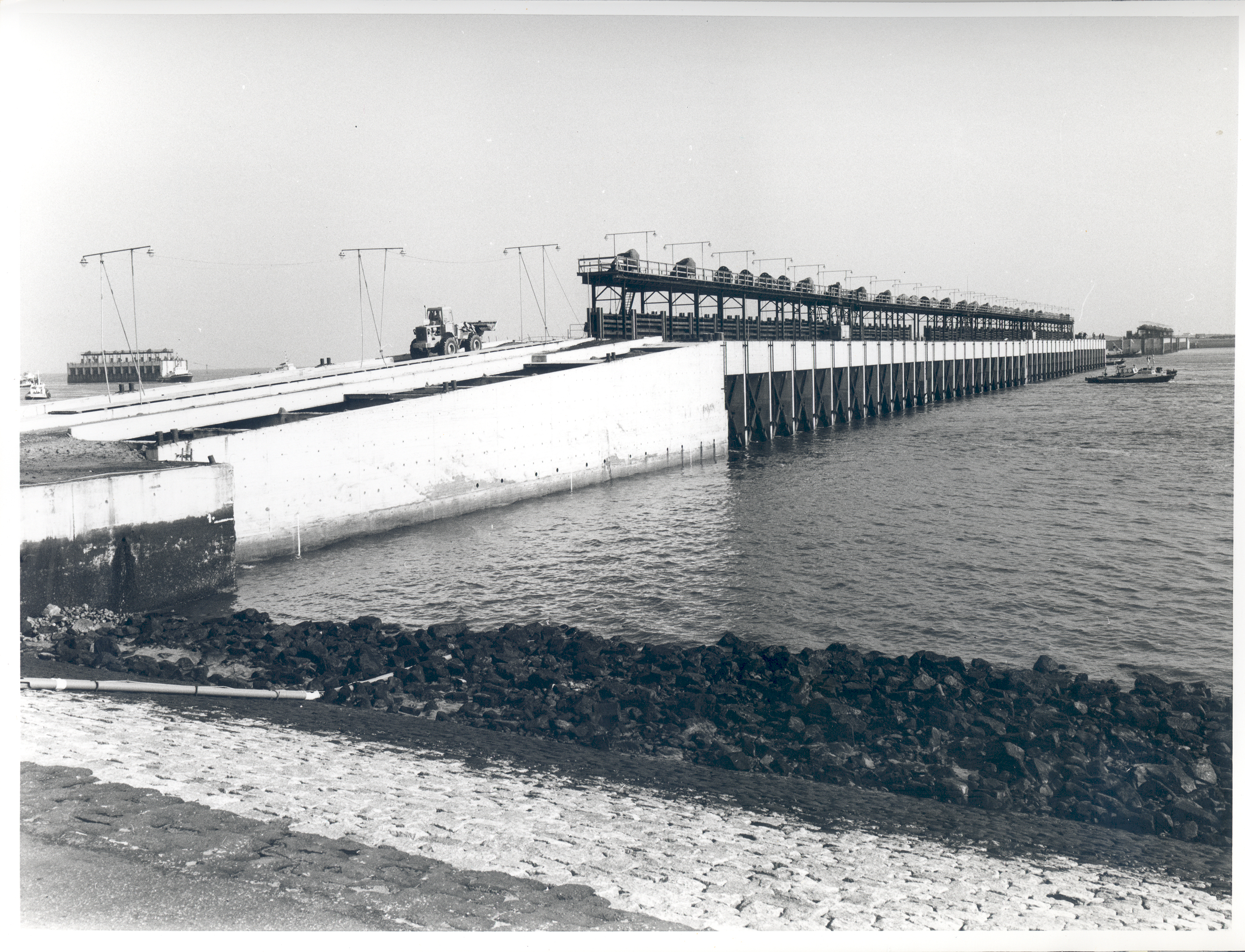
Geplaatste coorlaatcaissons en landhoofdcaisson in het Brouwershavense Gat

- Brouwersdam (1971) De Noordelijke geul van het Brouwershavense Gat is afgesloten met 12 doorlaatcaissons van 68 m lang, 16,2 m hoog en 18 m breed , plus twee landhoofdcaissons. (De zuidelijke geul is met een kabelbaan gesloten.)[6]
- Voor de afsluiting van de Oosterschelde is ook een ontwerp gemaakt voor een sluiting met doorlaatcaissons, maar een sluiting met een kabelbaan bleek gunstiger te zijn. Uiteindelijk is de Oosterschelde niet afgesloten.